# Hausmüllverbrennungsasche
Bei Hausmüllverbrennungsasche (auch: Hausmüllverbrennungsschlacke, HMV-Asche, HMVA) handelt es sich um aufbereitete Rostasche (auch: Rohasche), die bei der Verbrennung von Hausmüll / Siedlungsabfällen in Müllverbrennungsanlagen (MVA) entsteht. Bei dieser thermischen Behandlung wird Energie gewonnen und die Hausmüllmenge um 75 % reduziert.
In Deutschland fallen pro Jahr zwischen 5 und 6 Millionen Tonnen Hausmüllverbrennungsasche an. Aufbereitete Hausmüllverbrennungsasche gehört zu den Ersatzbaustoffen und unterliegt den entsprechenden bautechnischen und umweltrelevanten Regelwerken der entsprechenden Anwendungsgebiete.

## Zusammensetzung von Rostasche
Die Zusammensetzung von Rostaschen hängt unter anderem von der Abfallzusammensetzung, der Art der Verfeuerung oder dem Ascheaustrag ab. In Anlehnung an die Information der Länderarbeitsgemeinschaft Abfall (LAGA), bestehen HMV-Rostaschen grundsätzlich aus Rostabwurf und Rostdurchfall und sind ein Gemenge aus:
- Gesinterten Verbrennungsprodukten (Schlacken),
- Eisenschrott und anderen Metallen,
- Glas und Keramikscherben,
- anderen mineralischen Bestandteilen sowie
- unverbrannten Resten (siehe LAGA M20, 2.2.1)

Um festzustellen, welche Rohstoffe die Rostasche aus einer bestimmten Müllverbrennungsanlage enthält, prüfen die Unternehmen, die mit der Aufbereitung beauftragt sind, die Zusammensetzung an entsprechenden Proben. Dadurch kann nachvollzogen werden, wie gut die Aufbereitung funktioniert bzw. wie hoch die Wiedergewinnung und der Wirkungsgrad einzelner Prozesse ist.

## Aufbereitung der Rostasche

### Konventionelle Aufbereitung
Die Aufbereitung der Rostasche aus der Hausmüllverbrennung erfolgt im Wesentlichen durch Klassierung der mineralischen Fraktion und Separierung von Eisenmetallen und Nichteisen-Metallen (auch: NE-Metallen) sowie organischer Fremdbestandteile.
Windsichter entfernen Störstoffe wie Unverbranntes, darunter Holz oder Papier. Eisenmetalle werden an unterschiedlichen Siebschnitten durch Einsatz von Magneten (Überband- oder Trommelmagnete) zurückgewonnen. Für die Nichteisen-Metalle kommen Wirbelstromabscheider zum Einsatz.
Grundsätzlich werden unterschiedliche Gesteinskörnungen, abhängig von der späteren Anwendung, produziert.
Nach mehrmonatiger Lagerung, in der entsprechende chemische Reaktionen stattfinden, erfüllt HMV-Asche die wasserwirtschaftlichen Anforderungen an Ersatzbaustoffe. Aufgrund ihrer bautechnischen Eigenschaften ist Hausmüllverbrennungsasche für den Bausektor eine nachhaltige Alternative zur natürlichen Gesteinskörnung.

### Erhöhte Rückgewinnung von NE-Metallen
Die Metallrückgewinnungsquote, speziell von wertvollen Nichteisen-Metallen, kann durch Einsatz von Zusatztechnologien relevant erhöht werden – und zwar besonders im Bereich der NE-Fraktionen von 2–4 mm, welche in einer konventionellen Anlage häufig nicht zurückgewonnen werden. Im Allgemeinen enthält Rostasche ca. 2 % Nichteisenmetalle. 75 % der Masse davon befinden sich im Fraktionsbereich größer 4 mm.
Um NE-Metalle kleiner 4 mm aus der Asche zu separieren, werden Zusatztechnologien eingesetzt. Ein Beispiel für diese Art der Ausschleusung ist die MERIT-Technologie. Dabei wird in einem ballistischen Trennverfahren durch einen gerichteten Luftstrom der störende mineralische Asche-Feinanteil 0–2 mm von der Fraktion 0–4 mm abgetrennt ohne die Nichteisen-Metalle auszutragen.

### Verbesserung der Mineralik durch Zusatztechnologien
Um Hausmüllverbrennungsasche hochwertig verwerten zu können, werden die für die entsprechende Anwendung notwendigen Materialeigenschaften verbessert. Dazu gehört die Qualitätssteigerung der bautechnischen Eigenschaften als auch der umweltrelevanten Parameter.
Eine optimale Metallausbringung ist wichtiger Teil dieser Verbesserung, da Metalle in der Asche für die Verwertung im Straßenbau oder im Beton unerwünscht sind. Zusätzliche Maßnahmen zur Qualitätssteigerung der mineralischen Ascheanteile sind zusätzlich z. B. komplexe 3D-Siebtechniken oder auch die hydromechanische Reinigung – also einer Waschanlage.
Durch Einsatz einer Waschanlage, werden die schlammigen Anteile der Asche entfernt und die Schadstoffwerte gesenkt. Zusätzliche Siebtechniken verbessern die bautechnischen Eigenschaften. Damit erweitert sich das Spektrum der Einsatzgebiete für Gesteinskörnungen aus Hausmüllverbrennungsasche.

## Hauptanwendungsgebiete

### Erd- und Straßenbau
Die Umweltverträglichkeit von Baustoffen, die aus mineralischen Abfällen hergestellt wurden und wiederverwertet werden sollen, muss gewährleistet sein. Die für Gesamtdeutschland geltende Ersatzbaustoffverordnung ist noch nicht in Kraft. Es gelten zurzeit also noch bundeslandspezifische Regelungen, die beachtet werden müssen. Beispiele dafür sind zum Beispiel die Gem.RdErlasse des Bundeslandes NRW, sowie die der LAGA M20 an der sich viele Bundesländer orientieren.
Gemeinsam ist den Regularien, dass grundsätzlich unterschieden wird zwischen Verwertung innerhalb und außerhalb von Wasserschutz-, Heilquellenschutzgebieten und Überschwemmungsgebieten und hydrogeologisch sensitiven Gebieten. Innerhalb dieser Gebiete ist eine tiefer gehende Untersuchung der geologischen und hydrogeologischen Verhältnisse erforderlich, was für Baubeteiligte eine durchaus komplexe Aufgabe ist. Im Vergleich dazu ist der Einsatz außerhalb von Wasserschutz-, Heilquellenschutzgebieten und Überschwemmungsgebieten und hydrogeologisch sensitiven Gebieten überschaubar, was eine transparente und sichere Entscheidung ermöglicht.
Zieht man nun die umwelttechnischen Vorgaben als auch die bautechnischen Möglichkeiten heran, ergeben sich für Deutschland die sicheren und relevanten Anwendungsgebiete im Straßen- und Erdbau wie in der Tabelle 1 abgebildet.

### Beton
In den Niederlanden wird aufbereitete Hausmüllverbrennungsasche bereits als Zuschlagsmaterial in Beton verwendet, wobei die Basis die entsprechenden Normen und entsprechende nationale Ergänzungen sind.
In den Niederlanden wird HMV-Asche in Übereinstimmung mit EU-Normen, der niederländischen CUR aanbeveling 116 und BRL 2507 produziert. Die CUR aanbeveling 116 legt für die Niederlande wie folgt fest:
- Ersatz von Sand und Kies von bis zu 20 Vol.-% in bewehrtem Beton
- Ersatz von Sand und Kies von bis zu 50 Vol.-% in unbewehrtem Beton und Betonprodukten
- Einsatz in Festigkeitsklassen von C 12/15 bis C 30/37
- Einsatz in allen Expositionsklassen außer XA2, XA3; für den Einsatz in Klasse XF ist der Anteil an HMV-Asche auf 20 Vol.-% begrenzt; der Einsatz von Zementen CEM III/B und CEM II/B-V ist verpflichtend für die Expositionsklassen XD und XS
- Einsatz erlaubt in allen Festigkeits- und Expositionsklassen für unbewehrten Beton und in Betonprodukten
- Die Konformität und Eignung von wird mit CE- und KOMO-Zertifikat nachgewiesen.